# Costaricia curvipes
Costaricia curvipes är en mångfotingart som beskrevs av Loomis 1966. Costaricia curvipes ingår i släktet Costaricia och familjen Cleidogonidae. Inga underarter finns listade i Catalogue of Life.